# Jiska Brandt
Jiska Voshart-Brandt (16 maart 1971) is een Nederlands voormalig topkorfbalster. Zij won met Deetos meerdere titels. Ook was zij speler van het Nederlands korfbalteam. Ze is getrouwd met medetopkorfballer Dennis Voshart. Haar jongere nicht Anouk Brandt speelde ook op het hoogste niveau korfbal.

## Carrière
Jiska Brandt begon op 6-jarige leeftijd met korfbal bij Deetos uit Dordrecht. Ze doorliep de jeugdteams en werd in 1990 aan de hoofdmacht toegevoegd.
Onder hoofdcoach Anton Mulders kreeg zij in seizoen 1990-1991 haar eerste speelminuten in het eerste team.
Deetos werd in 1991 zaalkampioen van Nederland. Ondanks dat Brandt niet in actie kwam, was dit wel haar eerste titel met de club.
seizoen 1991-1992 werd het seizoen van de doorbraak van Jiska Brandt. In het zaalseizoen werd Deetos 1e in de Hoofdklasse B, zonder ook maar 1 wedstrijd te verliezen. Hierdoor ging Deetos als favoriet de zaalfinale in. In deze zaalfinale werd gewonnen van AKC Blauw-Wit met 12-7. Iets later, in de veldcompetitie werd Deetos ook 1e in de Hoofdklasse B, waardoor het ook in de veldfinale verscheen. Echter werd de veldtitel niet gewonnen, want ROHDA won de titelserie in 2 wedstrijden.
Ze werd aan het eind van het seizoen onderscheiden met de prijs "Beste Debutante van het Jaar". Ook kwam ze in deze periode op de radar van de bondscoach van het Nederlands korfbalteam.
In het seizoen erna, 1992-1993 was Deetos met Brandt op de toppen van hun kunnen. Eerst werd de Europacup van 1993 gewonnen. Vooral de finale van deze Europacup was spannend, maar Deetos versloeg uiteindelijk Catba met 10-9 dankzij een late treffer van Gert-Jan Kraaijeveld.
In het zaalseizoen in eigen land deed de ploeg het ook goed, ondanks dat Deetos in het midden van het zaalseizoen scheidde van coach Wim Peetoom. Na zijn opstappen werd John Boogers de nieuwe coach en die zorgde ervoor dat Deetos niet afweek van het doel, namelijk de zaalfinale. Deetos stond zodoende wederom in de zaalfinale en er werd met 13-12 gewonnen van streekgenoot PKC.
Voor Seizoen 1993-1994 kreeg Deetos een nieuwe hoofdcoach, namelijk Jan Sjouke van den Bos. De eerste horde van het seizoen was de Europacup van 1994. Deetos won makkelijk in de poulefase en kwam in de finale de Belgische tegenstander Borgerhout tegen. Echter werd ook de finale door Deetos makkelijk gewonnen ; 20-7. Hierna in de Nederlandse competitie liet de ploeg wat punten liggen. Het plaatste zich net niet voor de zaalfinale en in de veldcompetitie kwam de ploeg ook 1 punt tekort.
In seizoen 1994-1995 stond Deetos weer in de zaalfinale. In deze finale werd met 15-13 gewonnen van Oost-Arnhem waardoor Brandt voor de 4e keer Nederlands kampioen zaalkorfbal was. Iets later stond Deetos ook in de play-offs voor de veldtitel, maar in de play-off serie werd in 2 wedstrijden verloren van Oost-Arnhem, waardoor Deetos niet kon uitkomen in de finale.
Deze zaaltitel zou de laatste zijn voor Deetos en Brandt.
Wel werd nog de Europacup van 1996 gewonnen , maar hierna zou een einde komen aan de dominantie van Deetos.
Zeker toen topspelers zoals Hans Leeuwenhoek, Oscar Mulders en Mirelle Fortuin stopte was de rek er bij Deetos uit.
Brandt speelde door tot haar 32e en stopte in 2003, ook vanwege blessureleed.

## Erelijst
- Nederlands kampioen zaalkorfbal, 4x (1991, 1993, 1994, 1995)
- Nederlands kampioen veldkorfbal, 1x (1999)
- Europacup kampioen zaalkorfbal, 3x (1993, 1994, 1996)
- Beste Debutante van het Jaar, 1x (1992)

## Oranje
Brandt speelde 44 officiële interlands met het Nederlands korfbalteam, waaronder 11 op het veld en 33 in de zaal.
Zo won Brandt goud op de onderstaande internationale toernooien:
- WK 1995
- WK 1999
- World Games 2001